# Wojtek Wolski
Wojtek Wolski (Zabrze, 1986. február 24. –) olimpiai bronzérmes lengyel-kanadai jégkorongozó.

## Pályafutása
2001 és 2002 között a St. Michael's Buzzers játékosa volt. Ezután 2006-ig a Brampton Battaliont erősítette. 2004-ben ő volt a Colorado Avalanche által először draftolt játékos, de csak 2006-ban csatlakozott a klubhoz. 2009-től a Phoenix Coyotes, 2010-től a New York Rangers tagja volt. A 2011–2012-es szezonban rövid ideig a Connecticut Whale, majd a Florida Panthers tagja volt. A lockout alatt szülőhazájában a KH Sanokban szerepelt, majd visszatérve a Washington Capitalsban játszott. 2013 óta a KHL-szereplő Torpedo Nyizsnyij Novgorod tagja.

## Magánélete
A 2006–2007-es szezon közben a kanadai színésznő Ashley Leggattal járt.